# برونیسواف پاولیک
برونیسواف پاولیک (لهستانی: Bronisław Pawlik؛ ‏ تلفظ لهستانی: [brɔˈɲiswaf]؛ ‏ ۸ ژانویهٔ ۱۹۲۶ – ۶ مهٔ ۲۰۰۲) بازیگر اهل لهستان بود.
از فیلم‌ها یا برنامه‌های تلویزیونی که وی در آن نقش داشته‌است، می‌توان به سرنوشت‌های لهستانی، قمار فوتبال، زیبا و ثروتمند بودن بهتر است، رانندگان جایگزین، کنتس کوزل، هفت آرزو، وقتی منو بگیری باهام چکار می‌کنی؟، لغزش، طریق هستی، ترانه عاشقانه‌ای برای یانوشِک، پوزنان ۵۶، قماری بالاتر از زندگی، تدی خرسه، خرده‌دهقانان، ده فرمان (قسمت هشتم)، عقاب و خیابان فرعی ۴ اشاره کرد.